# 1,2-二溴苯
1,2-二溴苯（英語：1,2-Dibromobenzene），也称为邻二溴苯，是分子式为C6H4Br2的有机化合物，是三种二溴苯的同分异构体之一，另外两种为1,3-二溴苯（间二溴苯）和1,4-二溴苯（对二溴苯）。1,2-二溴苯在常温下为无色液体，不纯净样品带有一点浅黄色。1,2-二溴苯也是合成许多苯环-1,2-衍生物的前体，如邻苯二甲腈。